# مولی اوتول
مولی اوتول یک خبرنگار آمریکایی است که کارش بر مهاجرت و امنیت متمرکز است. در ماه مه ۲۰۲۰، اوتول برنده جایزه پولیتزر برای گزارش صوتی گردید. اثرش تأثیر شخصی سیاست در مکزیک بمان با نهاد این زندگی آمریکایی است.

## تحصیل
اوتول در دانشگاه کرنل زبان انگلیسی خواند و در سال ۲۰۰۹ فارغ‌التحصیل شد. او روابط بین‌الملل و حقوق را در دانشگاه نیویورک خواند و در سال ۲۰۱۱ فارغ شد. اوتول سردبیر کرنل دیلی سن، مجله دانشگاه کرنل بود. او بسیاری از آموزش‌های روزنامه‌نگاری خود را مدیون روزنامه سن می‌داند. او در مصاحبه ای با مجله کرنل گفت: «هر آنچه در مورد روزنامه نگاری و در واقع در مورد زندگی آموختم، از روزنامه کرنل دیلی سن آمده است.»

## جوایز
- ۲۰۲۰ -جایزه پولیتزر برای گزارش صوتی